# 阿卡拉贝：末日世界
《阿卡拉贝：末日世界》1979年限量發行的電子角色扮演遊戲，後由加利福尼亞太平洋電腦公司1980年發行於Apple II。這款理查德·加略特設計的業餘愛好遊戲，現公認為最早的著名電子角色扮演遊戲之一，亦為加略特職業作品創世紀系列的先驅。